# Александров поткоп у Сењском руднику
Александров поткоп у Сењском руднику, односно улаз у рудник саграђен је 1860. године. Представља непокретно културно добро као споменик културе од великог значаја.

## Настанак рудника
Заслуга случајног проналазача руде мрког угља припала је Лазару Пандуровићу, на чијем имању је руда откривена. Инжењер из Срема Василије Божић је потврдио да се на том терену налазе велике наслаге мрког угља. Први рудари из Мајданпека стигли су у рано пролеће 1853. У првим годинама по отварању рудника прокрчен је и пут до Сења, а 1892. године изграђена је пруга узаног колосека до Ћуприје.

## Изглед поткопа
Зидан је у облику лука од клесаног камена. Бочни зидови испред улаза су под нагибом и у функцији су консолидације терена и учвршћења улазног лука у тунел, а зидани су од ломљеног камена. Управна зграда изнад улаза у поткоп, бондручне је конструкције и својим централним истуреним делом у темељу је ослоњена на лук. Сама зграда састоји се од једне просторије са улазом и три прозора са чеоне стране. Испред улаза у поткоп налази се манипулативни простор величине 50x60 m, који је служио за утовар угља. Барака за одржавање и сервисирање машина, као и централни магацин представљају јединствену целину Александровог поткопа.
Конзерваторски радови извођени су у периоду између 1984. и 1987, а ревитализација и презентација музејске поставке нису завршене.